# Europastraße 901
Die Europastraße 901 (kurz: E 901) ist eine Europastraße in Spanien.

## Verlauf
Die Europastraße 901 beginnt in Madrid und endet in Valencia.